# Cengkeh Turi
Cengkeh Turi is een bestuurslaag in het regentschap Binjai van de provincie Noord-Sumatra, Indonesië. Cengkeh Turi telt 10.883 inwoners (volkstelling 2010).